# Blægger
Blægger is een muziekduo uit Zonhoven dat bestaat uit Matthias Jonniaux (zang, drums) en Giel Cromphout (zang, gitaar). De band speelt een vorm van sludgemetal, maar doorspekt haar muziek met de nodige dosis humor. Zelf omschrijft het duo hun muziek als disconoisesludgepunk.
Cromphout en Jonniaux spelen ook in de noiserockband El Yunque.

## Discografie
- I.E.T.S.O.E.R.